# 奥布里希海姆
奥布里希海姆（德語：Obrigheim，發音：[ˈoːbʁɪçˌhaɪm]；南法兰克语：Owweringe）是德国巴登-符腾堡州卡尔斯鲁厄行政区内卡-奥登林山县的市镇，总面积24.25平方千米，2023年12月31日总人口为5,372人。